# Großherzog von Luxemburg
Der Großherzog von Luxemburg ist der Monarch und das Staatsoberhaupt des Großherzogtums Luxemburg,  dessen politische und institutionelle Befugnisse in Kapitel I und dem ersten Teil von Kapitel III der Verfassung von Luxemburg geregelt sind. Er ist der einzige regierende Großherzog der Welt.

## Thronfolge
Gemäß Artikel 3 der luxemburgischen Verfassung ist „die Krone des Großherzogtums erblich in der Familie Nassau“, gemäß dem Pakt vom 30. Juni 1783, Artikel 71 des Wiener Vertrags vom 9. Juni 1815 und Artikel 1 von der Vertrag von London vom 11. Mai 1867.
Seit 2011 erfolgt die Erbfolge nach dem Erstgeburtsrecht.
Die Volljährigkeit des Großherzogs beträgt 18 Jahre. Wenn beim Tod des Großherzogs dessen Nachfolger minderjährig ist, „wird die Regentschaft gemäß dem Familienpakt ausgeübt“.
Bei seiner Thronbesteigung muss der Großherzog vor der Abgeordnetenkammer einen Eid leisten. Der Eid lautet wie folgt:

„Ich schwöre, die Verfassung und die Gesetze des Großherzogtums Luxemburg zu beachten, die nationale Unabhängigkeit und die Integrität des Territoriums sowie die öffentlichen und individuellen Freiheiten zu wahren.“

## Befugnisse
Artikel 33 der Verfassung definiert den Großherzog als „Symbol seiner Einheit und Garant der nationalen Unabhängigkeit“.
Seine Befugnisse sind wie folgt:
- er verkündet die Gesetze innerhalb von drei Monaten nach ihrer Abstimmung in der Abgeordnetenkammer,
- er ernennt „nach Maßgabe des Gesetzes zivile und militärische Positionen“,
- er „erlässt die zur Durchführung der Gesetze erforderlichen Vorschriften und Anordnungen“,
- er schließt Verträge ab, erlässt die zu ihrer Durchführung erforderlichen Verordnungen und Beschlüsse,
- er befehligt die Streitkräfte,
- er hat das Recht, die von den Richtern verhängten Strafen zu erlassen oder zu mildern, mit Ausnahme dessen, was in Bezug auf Mitglieder der Regierung entschieden wird,
- er hat das Recht, Adelstitel zu verleihen und abzuerkennen,
- er erlässt zivile und militärische Befehle und beachtet dabei die gesetzlichen Vorschriften.

## Rechtsstatus
Artikel 4 der Verfassung sieht vor, dass der Großherzog unverletzlich ist. Folglich steht der Großherzog über dem Gesetz und ist von jeder rechtlichen Verfolgung verschont.

## Wohnsitz
Artikel 44 der Verfassung sieht vor, dass der Großherzogliche Palast in Luxemburg und das Schloss Berg der Residenz des Großherzogs vorbehalten sind.